# Космос-1994
Космос-1994 је један од преко 2400 совјетских вјештачких сателита лансираних у оквиру програма Космос.
Космос-1994 је лансиран са космодрома Плесецк, СССР, 10. фебруара 1989. Ракета-носач Циклон-3 је поставила сателит у орбиту око планете Земље. Маса сателита при лансирању је износила 220 килограма. Космос-1994 је био комуникациони сателит.